# Luis Llosa
Pour les articles homonymes, voir Llosa.
Luis Llosa Urquidi (né en 1951 à Lima)  est un producteur de cinéma, réalisateur et scénariste péruvien

## Biographie
Luis Llosa est un cousin de l'écrivain Mario Vargas Llosa, et oncle de la cinéaste Claudia Llosa.

## Filmographie

### Comme producteur
- 1987 : Hour of the Assassin
- 1988 : Crime Zone
- 1989 : Heroes Stand Alone
- 1990 : To Die Standing
- 1990 : Ultra Warrior
- 1990 : Full Fathom Five
- 1993 : Les Aventuriers de l'Amazone (Eight Hundred Leagues Down the Amazon)
- 1993 : Fire on the Amazon (vidéo)
- 1994 : El Ángel vengador: Calígula (série TV)
- 1994 : New Crime City
- 1994 : Les Proies - Le carnage (en) (Watchers III) de Jeremy Stanford
- 1995 : Malicia (série TV)
- 1996 : La Noche (série TV)
- 1996 : Obsesión (série TV)
- 1997 : Escándalo (série TV)
- 1997 : Boulevard Torbellino (série TV)
- 1998 : Secretos (série TV)
- 1998 : Travesuras del corazón (série TV)
- 1999 : Sueños (série TV)
- 1999 : Girasoles para Lucía (série TV)
- 2000 : María Rosa, búscame una esposa (série TV)
- 2000 : Vidas prestadas (série TV)
- 2001 : Latin Lover (série TV)
- 2003 : La mujer de Lorenzo (série TV)
- 2004 : Biography of Mario Vargas Llosa
- 2004 : Amor del bueno (série TV)
- 2005 : Nunca te diré adiós (série TV)

### Comme réalisateur
- 1984 : Carmín (série télévisée)
- 1987 : Hour of the Assassin
- 1988 : Crime Zone
- 1993 : Les Aventuriers de l'Amazone (Eight Hundred Leagues Down the Amazon)
- 1993 : Sniper
- 1993 : Fire on the Amazon (vidéo), avec Sandra Bullock
- 1994 : El Ángel vengador: Calígula (série télévisée)
- 1994 : L'Expert (The Specialist), avec Sylvester Stallone
- 1997 : Escándalo (série télévisée)
- 1997 : Anaconda, le prédateur (Anaconda) avec Jennifer Lopez
- 2005 : La Fiesta del chivo

### Comme scénariste
- 2005 : La Fiesta del chivo